# Shinji Tanaka
Shinji Tanaka (Prefettura di Saitama, 25 settembre 1960) è un ex calciatore giapponese, di ruolo difensore.

## Carriera

### Club
Ha giocato nella prima divisione giapponese.

### Nazionale
Ha partecipato ai Mondiali Under-20 del 1979. Tra il 1980 ed il 1985 ha invece giocato 17 partite in nazionale maggiore.